# Misha Glenny

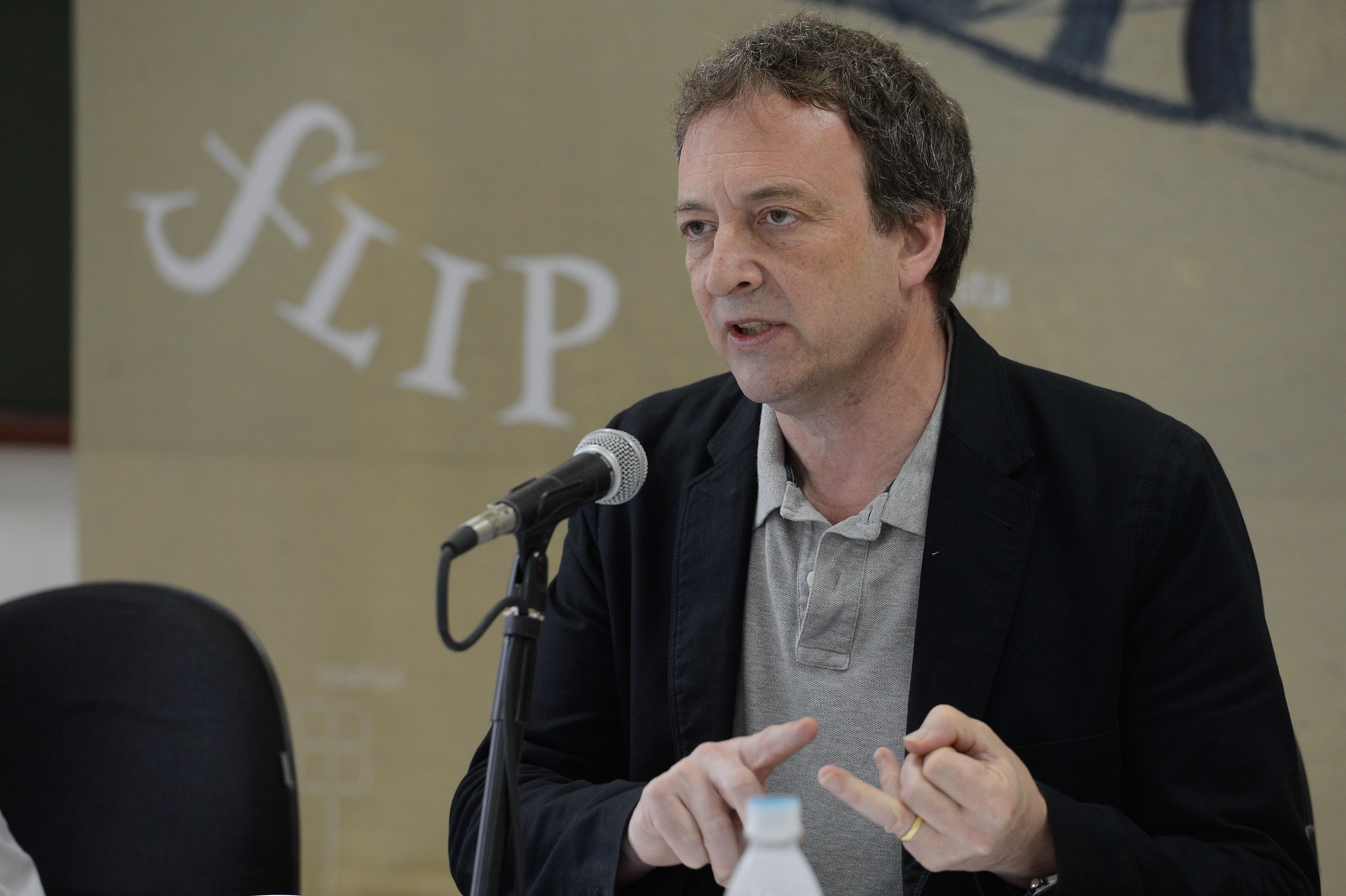
Misha Glenny, na FLIP (30 de junho de 2016)

Misha Glenny (nascido em 25 de abril de 1958) é um jornalista britânico, especializado em sudeste da Europa, crime organizado global e segurança cibernética.

## Biografia
Glenny é filho de Juliet Mary Crum e Michael Glenny, pesquisador em estudos russos . Glenny descreveu a sua ascendência como "três quartos anglo-celta e um quarto judia".
Estudou no Magdalen College School em Oxford, e na Universidade de Bristol e na Universidade Carolina em Praga antes de se tornar correspondente na Europa Central para o jornal The Guardian e, mais tarde, para a BBC. Especializou-se na elaboração de relatórios sobre a guerra na ex-Iugoslávia, no início da década de 1990 que se seguiram à dissolução do país. Em 1993, durante sua estada na BBC, Glenny ganhou o Sony Gold Award por sua "extraordinária contribuição para a radiodifusão". Ele publicou três livros sobre a Europa Oriental e Central.[carece de fontes?]
Em McMafia (2008), ele escreveu que o crime organizado internacional pode ser responsável por 15% do PIB. Glenny aconselhou os EUA e alguns governos europeus sobre questões de política e por três anos fez uma ONG para ajudar na reconstrução da Sérvia, Antiga República Iugoslava da Macedônia e do Kosovo. Glenny apareceu no documentário de 2011, Raw Opium: Pain, Pleasure, Profits.
Desde janeiro de 2012, Glenny tem sido professor visitante no Harriman Institute da Universidade de Columbia,  onde ministra um curso sobre "crime em transição". Em uma entrevista em outubro de 2011, ele também falou sobre seu novo livro, DarkMarket; tratando de crimes cibernéticos com Simon Baron-Cohen, em Cambridge; o ataque Stuxnet que resultou em atenção "mais séria" dos governos; e outros atentados cibernéticos. Em 2016, publicou O Dono do Morro: Um homem e a batalha pelo Rio, um livro-reportagem sobre o traficante Antonio Francisco Bonfim Lopes, conhecido como Nem da Rocinha.
Glenny é produtor executivo da série dramática da BBC One McMafia, inspirada pelo seu livro de não-ficção de mesmo nome (2008).

## Vida pessoal
Glenny é ca

## Publicações
- The Rebirth Of History: Eastern Europe in the Age of Democracy (1991)
- The Fall of Yugoslavia: The Third Balkan War (1992)
- The Balkans: Nationalism, War and the Great Powers, 1804–1999 (1999)
- McMafia: A Journey Through the Global Criminal Underworld (2008)
- DarkMarket: Cyberthieves, Cybercops and You (2011)
- Nemesis: One Man and the Battle for Rio (2015)